# Symetriophasma
Symetriophasma is een geslacht van Phasmatodea uit de familie Phasmatidae. De wetenschappelijke naam van dit geslacht is voor het eerst geldig gepubliceerd in 1996 door Hennemann & Conle.

## Soorten
Het geslacht Symetriophasma omvat de volgende soorten:
- Symetriophasma brevitarsa Hennemann & Conle, 1996
- Symetriophasma echinata (Günther, 1936)